# Marywil (Warszawa)

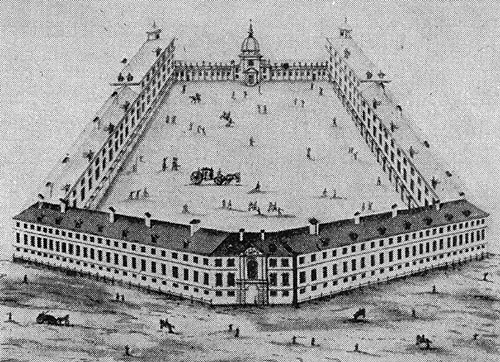
Marywil w 1733 roku

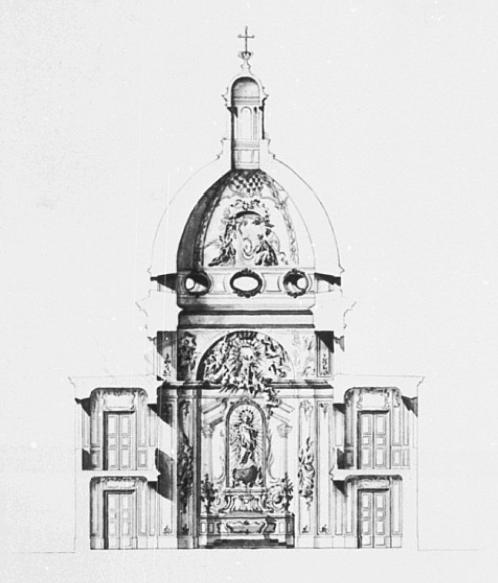
Kaplica Matki Boskiej Zwycięskiej na Marywilu

Marywil – nieistniejący już XVII-wieczny kompleks handlowo-usługowo-hotelowy w Warszawie, w rejonie dzisiejszych ulic Senatorskiej i Wierzbowej.

## Historia
Do wieku XVII w rejonie tym znajdowały się zabudowania Żupy Solnej, które zostały zniszczone podczas potopu szwedzkiego. Królowa Maria Kazimiera poleciła na jej miejscu wznieść – na pamiątkę czynów wojennych Jana III Sobieskiego – budowlę w kształcie pięciokąta, przeznaczoną na apartamenty królewskie, kaplicę Matki Boskiej Zwycięskiej oraz kilkadziesiąt sklepów. Marywil był przeznaczony przede wszystkim dla kupców cudzoziemskich sprzedających w Warszawie importowane towary luksusowe. Skutecznie konkurowali oni z kupcami ze Starej Warszawy.
Obiekt zaprojektowany przez Tylmana z Gameren wzniesiono w latach 1685–1696. Główny wjazd do Marywilu znajdował się od strony ulicy Senatorskiej, na osi założenia. Prowadził na duży dziedziniec otoczony arkadami o powierzchni 5100 m². Nazwa kompleksu (fr. Marie Ville, Miasto Marii) pochodzi od imienia inicjatorki przedsięwzięcia.
Po śmierci Marii Kazimiery kompleks przeszedł na własność Jakuba Sobieskiego, a w 1738 stał się własnością Andrzeja Stanisława Załuskiego. Zimą tego roku Andrzej Stanisław Załuski i Józef Andrzej Załuski złożyli tu swoje księgozbiory, następnie w 1742 przeniesione do pałacu Daniłowiczowskiego (por. Biblioteka Załuskich). Później kompleks został odkupiony od Andrzeja Stanisława Załuskiego przez Antoninę Zamoyską, która ok. 1745 oddała go na własność klasztorowi Panien Kanoniczek.
Do roku 1807 na terenie Marywilu zbudowano cztery nowe kamienice, a w latach 1817–1821 jego wschodnie skrzydło – od Pociejowa – przebudował Piotr Aigner dodając arkady po stronie domu Pod Kolumnami i siedmiokondygnacyjną wieżę z zegarem. 
W 1819 nieruchomość zakupiło miasto. W tym samym roku Kanoniczki przeniosły swój klasztor do znajdującego się po przeciwnej stronie ul. Senatorskiej kościoła św. Andrzeja.
Marywil został rozebrany w 1825 roku w związku z budową Teatru Wielkiego, który znajduje się częściowo na jego miejscu. Do ok. 1840 nazwę placu Marywilskiego nosił dzisiejszy plac Teatralny.